# Kevin Hanchard

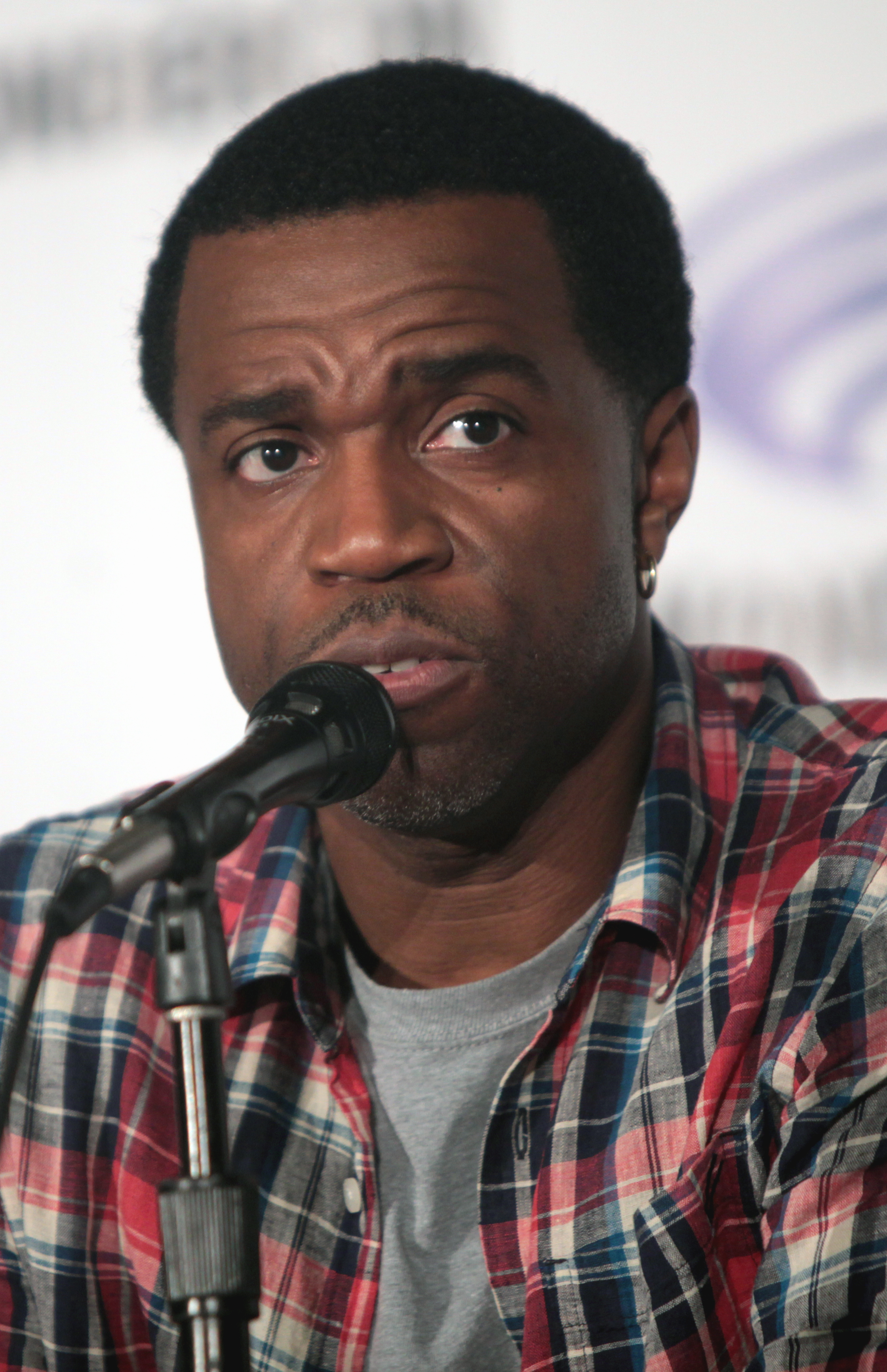
Kevin Hanchard (2016)

Kevin Hanchard (* 4. Juli 1974 in Toronto, Ontario) ist ein kanadischer Charakterschauspieler in Film, Fernsehen und Theater. Bekannt wurde er vor allem in den 2010er-Jahren durch seine Rolle als Detective Art Bell in der Science-Fiction-Serie Orphan Black.

## Leben und Karriere
Der in Kanada geborene Kevin Hanchard ist seit Ende der 1990er Jahre im Film- und Fernsehgeschäft tätig. Zu Beginn seiner Laufbahn spielte er kleinere Rollen in Fernsehfilmen und Fernsehserien, bevor er durch die Rolle als Detective Art Bell in der von der Kritik gefeierten Science-Fiction-Fernsehserie Orphan Black an der Seite von Tatiana Maslany zwischen 2013 und 2017 internationale Bekanntheit erlangte.
Sein Spielfilmdebüt gab er 2005 unter der Regie von John Singleton in dem Actiondrama Vier Brüder. Es folgten weitere Rollen in Kinofilmen wie in Liz Friedlanders Musikfilm Dance! Jeder Traum beginnt mit dem ersten Schritt, in Ed Gass-Donnellys Filmdrama This Beautiful City, in Jim Sheridans Mystery-Thriller Dream House, in Alfons Adetuyis Filmdrama High Chicago, in Pat Mills Komödie Guidance, in Robert Budreaus Musiker-Biografie Born to Be Blue, in David Ayers populärem Actionfilm Suicide Squad, in Akash Shermans Science-Fiction-Film Clara, in Bradley Walshs romantischem Drama The Holiday Calendar, in Sean Cisternas Filmdrama From the Vine oder in Lee Daniels Musiker-Biografie The United States vs. Billie Holiday.

## Auszeichnungen
ACTRA Award
- 2016: Nominierung in der Kategorie Outstanding Performance – Male für Orphan Black

Canadian Screen Award
- 2014: Nominierung in der Kategorie Best Performance by an Actor in a Featured Supporting Role in a Dramatic Program or Series für Orphan Black
- 2017: Auszeichnung in der Kategorie Best Performance by an Actor in a Featured Supporting Role in a Dramatic Program or Series für Orphan Black

## Filmografie (Auswahl)

### Kinofilme
- 2005: Vier Brüder (Four Brothers)
- 2006: Dance! Jeder Traum beginnt mit dem ersten Schritt (Take the Lead)
- 2007: This Beautiful City
- 2011: Dream House
- 2011: High Chicago
- 2014: Guidance
- 2015: Born to Be Blue
- 2016: Suicide Squad
- 2017: It's Not My Fault and I Don't Care Anyway
- 2017: Wish Upon
- 2018: The Holiday Calendar
- 2018: Clara
- 2019: From the Vine
- 2019: Rabid
- 2021: The United States vs. Billie Holiday

### Fernsehen
- 1998: Ein Mountie in Chicago (Due South, Fernsehserie, Episode 4x02)
- 1999: Geschichten aus der Gruft (Tales from the Cryptkeeper, Fernsehserie, Episode 3x02)
- 2000: Hendrix (Fernsehfilm)
- 2002: Mom’s on Strike (Fernsehfilm)
- 2003: America’s Prince: The John F. Kennedy Jr. Story (Fernsehfilm)
- 2003: Jasper, Texas (Fernsehfilm)
- 2005: The Eleventh Hour (Fernsehserie, Episode 3x09)
- 2005: Metropia (Fernsehserie, Episode 1x58)
- 2005–2006: Missing – Verzweifelt gesucht (Missing, Fernsehserie, 2 Episoden)
- 2006: At the Hotel (Fernsehserie, 2 Episoden)
- 2006: Naturally, Sadie (Fernsehserie, 1 Episode)
- 2006: Runaway (Fernsehserie, 1 Episode)
- 2006: Die Schattenmacht – The State Within (Fernsehminiserie, 1 Episode)
- 2007: Savage Planet (Fernsehfilm)
- 2007: Love You to Death (Fernsehserie, 1 Episode)
- 2009: The Listener – Hellhörig (Fernsehserie, 1 Episode)
- 2010: H.M.S.: White Coat (Fernsehfilm)
- 2010: Blue Mountain State (Fernsehserie, 1 Episode)
- 2011: Degrassi: The Next Generation (Fernsehserie, 1 Episode)
- 2012: The Firm (Fernsehserie, 1 Episode)
- 2012: Republic of Doyle – Einsatz für zwei (Fernsehserie, 2 Episoden)
- 2013: Nikita (Fernsehserie, 1 Episode)
- 2013: Creative Galaxy (Fernsehserie, 1 Episode)
- 2013: Saving Hope (Fernsehserie, 1 Episode)
- 2013: Suits (Fernsehserie, 3 Episoden)
- 2013: Lucky 7 (Fernsehserie, 1 Episode)
- 2013–2017: Orphan Black (Fernsehserie, 37 Episoden)
- 2014: Apple Mortgage Cake (Fernsehfilm)
- 2015: The Strain (Fernsehserie, 2 Episoden)
- 2015: Hemlock Grove (Fernsehserie, 1 Episode)
- 2015–2017: Rogue (Fernsehserie, 20 Episoden)
- 2016: The Stepchild (Fernsehfilm)
- 2016: Odd Squad – Junge Agenten retten die Welt (Fernsehserie, 1 Episode)
- 2016: Conviction (Fernsehserie, 1 Episode)
- 2016–2017: The Expanse (Fernsehserie, 5 Episoden)
- 2016–2017: Atomic Time – Der Held an meiner Hand (Atomic Puppet, Fernsehserie, 29 Episoden)
- 2016–2017: The Girlfriend Experience (Fernsehserie, 3 Episoden)
- 2017: Annedroids (Fernsehserie, 1 Episode)
- 2017: Wynonna Earp (Fernsehserie, 2 Episoden)
- 2017: 21 Thunder (Fernsehserie, 1 Episode)
- 2017: Tin Star (Fernsehserie, 3 Episoden)
- 2017: People of Earth (Fernsehserie, 4 Episoden)
- 2018: Cardinal (Fernsehserie, 6 Episoden)
- 2018: Burden of Truth (Fernsehserie, 2 Episoden)
- 2018: The Detail (Fernsehserie, 1 Episode)
- 2018: Impulse (Fernsehserie, 1 Episode)
- 2018: A Majestic Christmas (Fernsehfilm)
- 2018: No Sleep 'Til Christmas (Fernsehfilm)
- 2019: Wayne (Fernsehserie, 1 Episode)
- 2019: Cavendish (Fernsehserie, 3 Episoden)
- 2019: Save Me (Fernsehserie, 1 Episode)
- 2019–2023: Hudson & Rex (Fernsehserie, 78 Episoden)
- 2020: Blue’s Clues & You! (Fernsehserie, 1 Episode)
- 2021–2023: Ginny & Georgia (Fernsehserie, 3 Episoden)
- 2022: The Porter (Fernsehserie, 7 Episoden)
- 2023: Red Iron Road (Fernsehserie, 1 Episode)

### Kurzfilme
- 2014: Jihad Gigolo
- 2016: Fox Trouble
- 2017: The Cast of Orphan Black Meets Their Clones
- 2017: Accidentals